# جو د. ويليامسون
جو د. ويليامسون (بالإنجليزية: Joe D. Williamson)‏ هو مصور أمريكي، ولد في 28 مارس 1909، وتوفي في 26 فبراير 1994.